# Petra (cigarety)
Petra je zčásti zaniklá značka českých cigaret vyráběných od roku 1985. V současné době je majitelem a výrobcem této značky cigaret firma Philip Morris. Cigarety Petra patřily mezi cigarety středního segmentu a vyráběly se v řadě různých variant.

## Historie
Petry vznikly z požadavku vytvořit levnější variantu ke kvalitním cigaretám Sparta. Původním výrobcem byla státní společnost Československý tabákový průmysl, Kutná Hora. 
Koncem roku 2013 oznámil současný výrobce, tabáková společnost Philip Morris ukončení výroby tradičních cigaret Petra, na trhu zůstane pouze značka Petra Klasik.

## Cigarety Petra v umění
Cigarety značky Petra se objevují v díle malíře Jiřího Meitnera, kde jsou součástí zátiší.

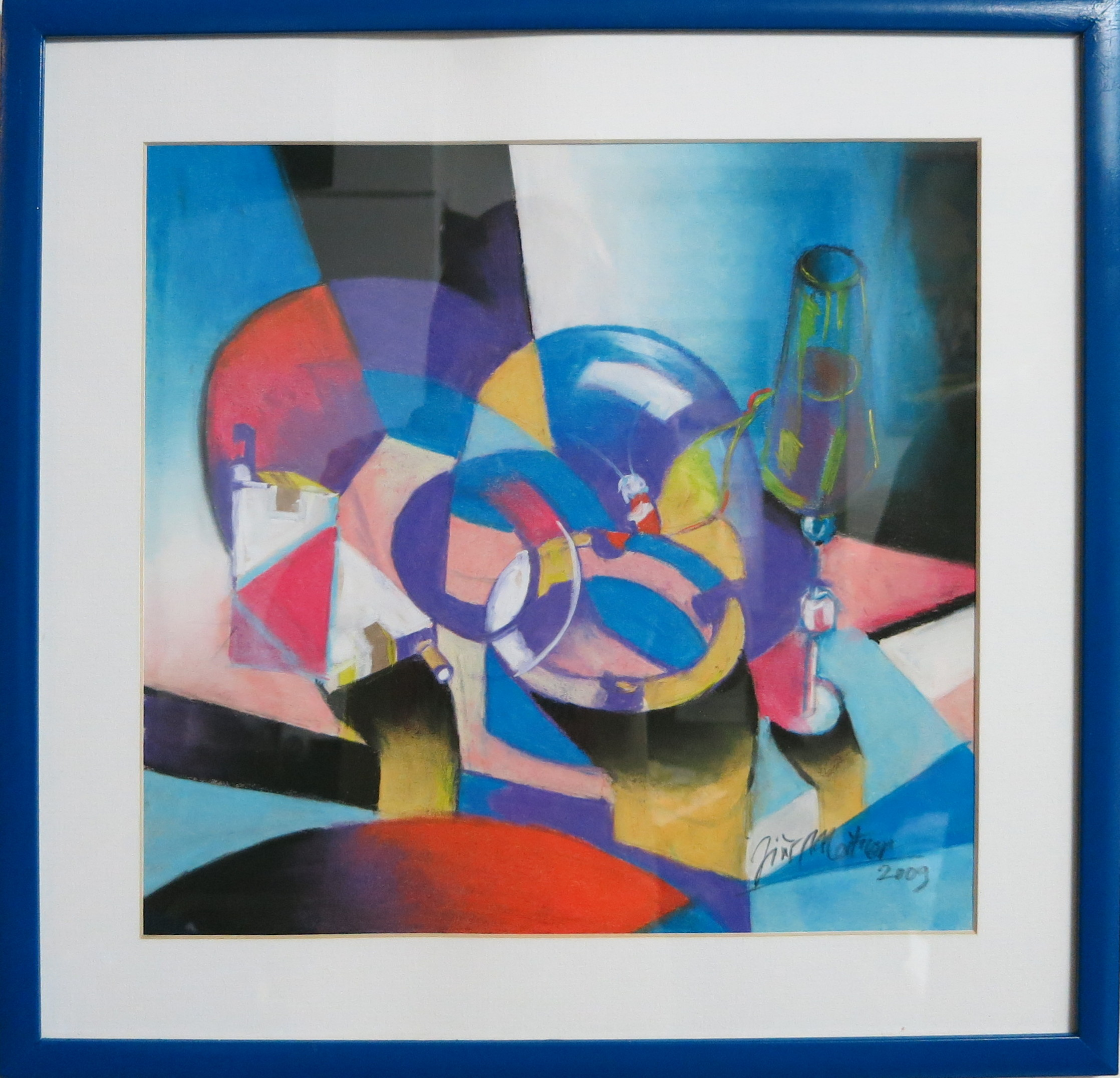
Jiří Meitner - Zátiší mé ženy, pastel, 30x29, 2009
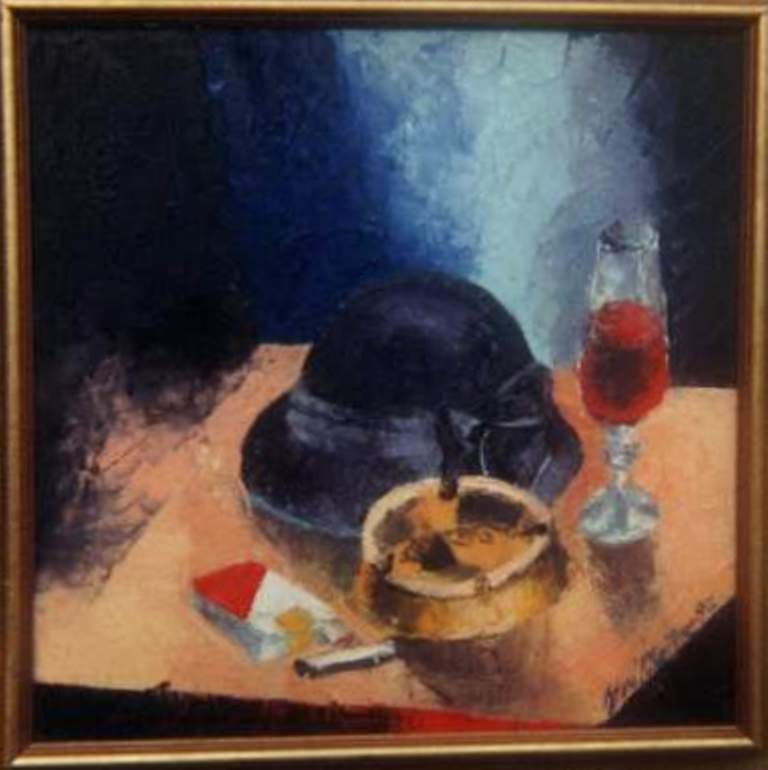
Jiří Meitner - Zátiší mé ženy, olej špachtlí, plátno, 1992